# Sanusiyya

La bandera senusita tradicional, més tard utilitzada com la bandera de Cirenaica i finalment incorporada a la bandera de Líbia

Els Sanusiyya, senussites o senussis —àrab: السنوسية, as-Sanūsīya— van ser alhora una tribu i un orde sufí de Líbia i de la regió del Sudan (Sahel) fundada a la Meca el 1837 pel sàyyid Muhàmmad ibn Alí as-Sanussí. As-Sanussí es preocupava tant de la decadència de pensament islàmic i l'espiritualitat com de la debilitat de la integritat política musulmana. Estava influït pel moviment salafista, al qual va afegir ensenyaments de diversos ordes sufís. Del 1902 al 1913 els senussites van combatre l'expansió francesa al Sàhara i la colonització italiana de Líbia, que començà el 1911. El net d'as-Sanussí esdevingué el 1951 el rei Idrís I de Líbia, fins que fou enderrocat pel cop d'estat del coronel Moammar al-Gaddafi el 1969. Un terç de la població a Líbia continua afiliada al moviment senussita.

## Començaments 1787-1859
L'ordre senusita ha estat tancada històricament a europeus i persones de fora, i els informes principals de les seves creences i pràctiques varia immensament. Encara que és possible fer-se una mica d'idea amb les vides dels xeics senusites, altres detalls són difícils d'obtenir.
El sàyyid Muhàmmad ibn Alí as-Sanussí (1787-1859), el fundador de l'ordre, va néixer a prop de Mostaganem, Algèria, i fou anomenat as-Sanussí en honor d'un venerat mestre musulmà. Era membre de la tribu Walad Sidi Abdalla, i era un xerif que traçava la seva ascendència de Fàtima, la filla de Mahoma. Estudiava a una madrassa a Fes i va viatjar pel Sàhara on va predicar una reforma que purificaria la fe a Tunísia i a Trípoli, guanyant molts partidaris, i llavors va anar al Caire per estudiar a la universitat al-Azhar. El pietós estudiant era enèrgic en la seva crítica dels ulemes egipcis per allò que percebia com la seva tímida conformitat amb les autoritats otomanes i el seu conservadorisme espiritual. També sostenia que els musulmans erudits no hauran de seguir cegament les quatre escoles clàssiques de llei islàmica, sinó en canvi participar ells mateixos a la ijtihad. No pot sorprendre doncs que trobés l'oposició dels ulemes com heterodox i emetessin una fàtua contra ell. Sanusi se'n va anar a la Meca, on es va reunir amb Àhmad ibn Idrís al-Fassí, el cap dels khadiriyya, una fraternitat religiosa d'origen marroquí. A la mort d'Àhmad ibn Idrís al-Fassí a al-Bayda, Sanusi va esdevenir cap d'una de les dues branques en què es van dividir els khadirites, i el 1835 fundava el seu primer monestir o zawiya, a Abu Kobeis prop de la Meca. Mentre a Aràbia, les connexions de Sanusi amb el moviment salafista feien que fos mirat amb sospites pels ulemes de la Meca i per les autoritats otomanes. Trobant l'oposició de la Meca massa poderosa, al-Sanusi es va instal·lar a Cirenaica el 1843, on a les muntanyes prop de Sidi Rafaa ' (al-Bayda) construïa la Zawia Baida («Monestir Blanc»). Allà va rebre suport de les tribus locals i del soldà d'Ouadai i les seves connexions es van estendre per tot el Magrib.
Al-Sanusi no tolerava el fanatisme i prohibia l'ús d'estimulants així com la pobresa voluntària. Els membres menjaven i vestien dins dels límits de llei islàmica i, en comptes de dependre de la caritat, s'exigia que guanyessin la vida amb el treball. No hi havia ajuts a la contemplació, com les processons, giracions, i no es permetien mutilacions com les emprades pels dervissos sufís. No acceptava ni les maneres completament intuïtives descrites per místics sufís ni la racionalitat dels ulemes ortodoxs; més aviat intentava aconseguir un camí mitjà. Les tribus beduïnes no havien mostrat gens d'interès en les pràctiques dels sufís (que en canvi estaven guanyant partidaris a les ciutats) però foren altres en gran nombre pels senusites. L'austeritat relativa del missatge senusita s'adaptava especialment al caràcter dels beduïns de la Cirenaica, la manera de vida dels quals no n'havia canviat gaire en els segles des que els àrabs havien acceptat els ensenyaments de Mahoma.
El 1855 al-Senussi va anar més enllà d'on podia ser vigilat directament pels otomans i es va establir a al-Djaghbub, un petit oasi a uns 50 km cap al nord-oest de l'Oasi de Siwa. Moria el 1860, deixant dos fills, Mahommed Sherif (1844-95) i Muhàmmad al-Mahdí, que el van succeir.

## Desenvolupaments des de 1859
El sàyyid Muhàmmad al-Mahdí ibn Muhàmmad as-Sanussí (-1845 - 30 de maig de 1902) tenia 14 anys quan el seu pare va morir, i fou col·locat sota cura dels amics del seu pare.
Els successors del soldà d'Ouadai, Sultan Ali (1858-74) i Sultan Yusef (1874-98) continuaren donant suport als senusites. Sota al-Mahdí les zawiyes de l'ordre es van estendre a Fes, Damasc, Constantinoble i l'Índia. A l'Hedjaz els membres de l'ordre eren nombrosos. En la majoria d'aquests països els senusites no tenien cap poder polític major que altres fraternities musulmans, però al Sàhara oriental i Sudan central les coses eren diferents. Muhàmmad al-Mahdí tenia l'autoritat d'un sobirà en un desert vast però gairebé buit. La sèrie d'oasis que anaven des de Siwa fins a Kufra i Borku era conreada pels senusites i el comerç amb Trípoli i Bengasi era animat.
Encara que anomenat al-Mahdí pel seu pare, Muhammed mai no va afirmar ser el Mahdí (El Promès), encara que era considerat com a tal per alguns dels seus seguidors. Quan Muhàmmad Àhmad es va proclamar al-Mahdí al-Múntadhar o «el Salvador Esperat» el 1881, al Sudan, Muhàmmad al-Mahdí al-Sanusi va decidir no tenir res a fer amb ell. Encara que Muhàmmad Àhmad li va escriure dues vegades demanant-li que es convertís en un dels seus quatre grans califes, no va rebre cap resposta. El 1890 els mahdistes van avançar des de Darfur però foren aturats a la frontera d'Ouadai, i el sultà Yusef es va mostrar intransmutable en la seva adhesió als ensenyaments senusites.
La fama creixent de Muhàmmad al-Mahdí el feia molest el règim otomà i va cridar l'atenció de manera inoportuna. En la majoria de Trípoli i Bengasi la seva autoritat era més gran que la dels governadors otomans. El 1889 el xeic fou visitat a al-Jaghbub pel pasha de Bengasi acompanyat per tropes otomanes. Aquest esdeveniment va mostrar la possibilitat de perill al xeic, i el va fer traslladar prudentment la seva seu a Jof, als oasis de Kufra, el juny de 1895, un lloc suficientment remot per protegir-lo d'un atac sobtat.
En aquest temps havia sorgit un nou perill pels territoris senusites: els colonialistes francesos, qui avançaven des del Congo cap a les fronteres occidentals i del sud d'Ouadai. Al-Sanusi els impedia avançar cap al nord del Txad. El 9 de novembre de 1901 els francesos van atacar als senusites a l'oasi de Bir Alali, a uns 100 km al nord del llac Txad i foren rebutjats el primer cop però van acabar ocupant el lloc el 20 de gener de 1902.
El 2 de juny de 1902, Muhàmmad al-Mahdí va morir i era succeït pel seu nebot Àhmad ibn Muhàmmad as-Sanussí, però els partidaris del difunt als deserts a la zona de la frontera amb Egipte van mantenir durant anys que no era mort. El nou cap dels senusites va mantenir les mateixes relacions amistoses que els seus predecessors amb els soldans d'Ouadai, i va governar l'ordre per damunt del seu jove cosí Muhàmmad Idrís (després Idrís I de Líbia) que era de la línia primogènita; enfrontat als francesos es va traslladar immediatament a Kufra (desembre de 1902); la guerra amb els francesos va durar una dotzena d'anys; els senusites es van sotmetre als otomans el 1910, mancats d'altre suport, i els van restar fidels quan Líbia fou arrabassada als turcs per Itàlia en la Guerra italo-turca (1911-1912). La guerra amb els francesos es va acabar quan aquests van ocupar la zawiya fortificada d'Ayn Galakka al sud de Kuru, el 27 de novembre de 1913.
Després d'esclatar la primera Guerra Mundial, els senusites, encoratjats pels alemanys i per l'Imperi Otomà, van jugar un cert paper contra els britànics i italians a Líbia i Egipte des del novembre de 1915 fins al febrer de 1917 en una guerra de guerrilla dirigida pel sàyyid Àhmad ibn sàyyid Muhàmmad as-Sanussí, i al mateix temps fou portada al Sudan, des de març fins al desembre de 1916, pel soldà de Darfur Ali Dinar. Els italians foren expulsats de Tripolitana i Fezzan entre el setembre de 1914 i l'abril de 1915. El novembre de 1915 van atacar als britànics a Egipte occidental. El 7 de març de 1916 van ocupar el fort francès de Djanet. El 1916 els britànics van enviar una força expedicionària contra els senusites dirigida pel Major General William Peyton. Segons Wavell i McGuirk, la Força Occidental fou primer dirigida pel general Wallace i posteriorment per Hodgson. L'1 de desembre de 1916 el francès P. Focault, fou capturat i mort accidentalment per un sentinella tuareg; Agadès va quedar assetjada (1 de desembre de 1916 a 3 de març de 1917).
La influència creixent del príncep Idrís, pro-britànic, va provar de separar al seu cosí de l'aliança otomana; Idrís va iniciar negociacions amb els britànics i italians el 1917 i va signar l'acord d'Akrama (prop de Tobruk) l'abril de 1917, i la tarika fou reconeguda a la Cirenaica per aquests el 1917. L'agost de 1918 Àhmad Sharif va haver d'abandonar Líbia en un submarí alemany (o austríac) i va anar a Istanbul.
El 1922, el líder feixista italià Benito Mussolini trencava l'acord d'Akrama i llançava la seva infame "Riconquista" de Líbia al·legant la conquesta feta per l'Imperi Romà dos mil anys abans. Els senusites encapçalaren la resistència, i els italians atacaren les bases senusites, arrestaren xeics, i confiscaren terres de mesquites. El febrer de 1926 els italians van ocupar Jaghbub i finalment Kufra el gener de 1931. Els libis lluitaren contra els italians de 1922 a 1931, amb entre 250.000 i 300,000 morts en el procés. Un dels caps de la confraria fou el famós Umar Mukhtar que fou penjat el setembre de 1931.
Els senusites van formar una força per lluitar pels aliats durant la II Guerra Mundial, equipada i instruïda pels britànics. Cirenaica va quedar en mans aliades el 1943 i els britànics van donar suport al cap de la tarika, Idrís (que la dirigia des de 1933 a la mort d'Àhmad) primer com emir de Cirenaica i després fins que fou proclamat com a rei de la Líbia independent el 24 de desembre de 1951. La confraria fou prohibida després del cop d'estat dels oficials nacionalistes àrabs l'1 de setembre de 1969 i qualsevol referència a la seva activitat fou eliminada de manera que fins al 2011 va quedar en el més absolut oblit. És aviat per saber si podrà recuperar alguna influència després de l'enderrocament del règim de Muammar al-Gadaffi l'estiu del 2011.

## Caps de l'Ordre Sanusiyya

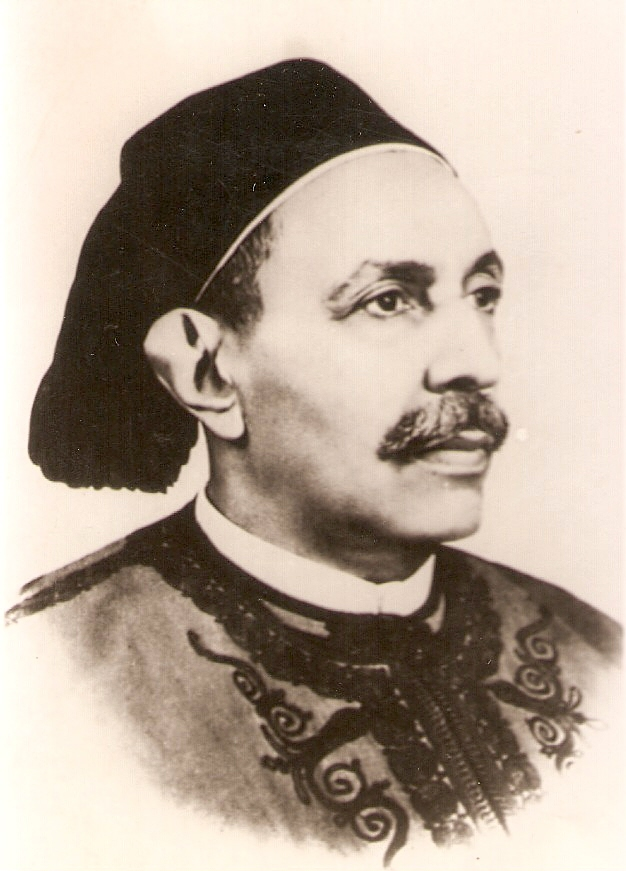
Sidi Muhàmmad Idrís al-Mahdí al-Senussi, rei de Líbia

Estendard reial del rei Idrís de Líbia

- sàyyid Muhàmmad ibn Alí as-Sanussí (1843–1859)
- sàyyid Muhàmmad al-Mahdí ibn sàyyid Muhàmmad as-Sanussí (1859–1902)
- sàyyid Muhàmmad aix-Xarif (1859-1895)
- sàyyid Àhmad Xarif as-Sanussí (1902–1916; + 1933), nàïb as-sultan de Líbia.
- sàyyid Muhàmmad Idrís al-Mahdí as-Sanussí (1916–1969; + 1983), emir de Cirenaica i després rei de Líbia
- sàyyid Hàssan ar-Ridà al-Mahdí as-Sanussí (1969–1992)
- sàyyid Muhàmmad ibn sàyyid Hassan ar-Ridà al-Mahdí as-Sanussí (1992–present)

## Genealogia
|                                                               |                                           |                                           |                                           |                                           |                                           |  |  |                                                              |                                                              |                                                              |                                                              |                                                              |                                                              |  |  | Muhàmmad ibn Alí as-Sanussí |                  |                  |                  |                            |                            |                            |                            |                            |                            |                               |        |        |        |  |  |                                            |                                            |                                            |                                            |                                            |                                            |  |  |  |  |  |  |  |  |  |  |
|                                                               |                                           |                                           |                                           |                                           |                                           |  |  |                                                              |                                                              |                                                              |                                                              |                                                              |                                                              |  |  |                             |                  |                  |                  |                            |                            |                            |                            |                            |                            |                               |        |        |        |  |  |                                            |                                            |                                            |                                            |                                            |                                            |  |  |  |  |  |  |  |  |  |  |
|                                                               |                                           |                                           |                                           |                                           |                                           |  |  |                                                              |                                                              |                                                              |                                                              |                                                              |                                                              |  |  |                             |                  |                  |                  |                            |                            |                            |                            |                            |                            |                               |        |        |        |  |  |                                            |                                            |                                            |                                            |                                            |                                            |  |  |  |  |  |  |  |  |  |  |
|                                                               |                                           |                                           |                                           |                                           |                                           |  |  |                                                              |                                                              |                                                              |                                                              |                                                              |                                                              |  |  |                             |                  |                  |                  |                            |                            |                            |                            |                            |                            | Muhàmmad aix-Xarif as-Sanussí |        |        |        |  |  |                                            |                                            |                                            |                                            |                                            |                                            |  |  |  |  |  |  |  |  |  |  |
|                                                               |                                           |                                           |                                           | Muhàmmad al-Mahdí ibn Muhàmmad as-Sanussí |                                           |  |  |                                                              |                                                              |                                                              |                                                              |                                                              |                                                              |  |  |                             |                  |                  |                  |                            |                            |                            |                            |                            |                            |                               |        |        |        |  |  |                                            |                                            |                                            |                                            |                                            |                                            |  |  |  |  |  |  |  |  |  |  |
|                                                               |                                           |                                           |                                           |                                           |                                           |  |  |                                                              |                                                              |                                                              |                                                              |                                                              |                                                              |  |  |                             |                  |                  |                  |                            |                            |                            |                            |                            |                            |                               |        |        |        |  |  |                                            |                                            |                                            |                                            |                                            |                                            |  |  |  |  |  |  |  |  |  |  |
|                                                               |                                           |                                           |                                           |                                           |                                           |  |  |                                                              |                                                              |                                                              |                                                              |                                                              |                                                              |  |  |                             |                  |                  |                  | Àhmad aix-Xarif as-Sanussí | Àhmad aix-Xarif as-Sanussí | Àhmad aix-Xarif as-Sanussí | Àhmad aix-Xarif as-Sanussí | Àhmad aix-Xarif as-Sanussí | Àhmad aix-Xarif as-Sanussí |                               |        |        |        |  |  | Muhàmmad al-Àbid as-Sanussí                | Muhàmmad al-Àbid as-Sanussí                | Muhàmmad al-Àbid as-Sanussí                | Muhàmmad al-Àbid as-Sanussí                | Muhàmmad al-Àbid as-Sanussí                | Muhàmmad al-Àbid as-Sanussí                |  |  |  |  |  |  |  |  |  |  |
|                                                               |                                           |                                           |                                           |                                           |                                           |  |  |                                                              |                                                              |                                                              |                                                              |                                                              |                                                              |  |  |                             |                  |                  |                  | Àhmad aix-Xarif as-Sanussí | Àhmad aix-Xarif as-Sanussí | Àhmad aix-Xarif as-Sanussí | Àhmad aix-Xarif as-Sanussí | Àhmad aix-Xarif as-Sanussí | Àhmad aix-Xarif as-Sanussí |                               |        |        |        |  |  | Muhàmmad al-Àbid as-Sanussí                | Muhàmmad al-Àbid as-Sanussí                | Muhàmmad al-Àbid as-Sanussí                | Muhàmmad al-Àbid as-Sanussí                | Muhàmmad al-Àbid as-Sanussí                | Muhàmmad al-Àbid as-Sanussí                |  |  |  |  |  |  |  |  |  |  |
|                                                               |                                           |                                           |                                           |                                           |                                           |  |  |                                                              |                                                              |                                                              |                                                              |                                                              |                                                              |  |  |                             |                  |                  |                  |                            |                            |                            |                            |                            |                            |                               |        |        |        |  |  |                                            |                                            |                                            |                                            |                                            |                                            |  |  |  |  |  |  |  |  |  |  |
| Muhammad ar-Ridà                                              | Muhammad ar-Ridà                          | Muhammad ar-Ridà                          | Muhammad ar-Ridà                          | Muhammad ar-Ridà                          | Muhammad ar-Ridà                          |  |  | sàyyid Muhàmmad Idrís al-Mahdí as-Sanussí (Idrís I de Líbia) | sàyyid Muhàmmad Idrís al-Mahdí as-Sanussí (Idrís I de Líbia) | sàyyid Muhàmmad Idrís al-Mahdí as-Sanussí (Idrís I de Líbia) | sàyyid Muhàmmad Idrís al-Mahdí as-Sanussí (Idrís I de Líbia) | sàyyid Muhàmmad Idrís al-Mahdí as-Sanussí (Idrís I de Líbia) | sàyyid Muhàmmad Idrís al-Mahdí as-Sanussí (Idrís I de Líbia) |  |  | Fàtima aix-Xarif            | Fàtima aix-Xarif | Fàtima aix-Xarif | Fàtima aix-Xarif | Fàtima aix-Xarif           | Fàtima aix-Xarif           |                            |                            | altres                     | altres                     | altres                        | altres | altres | altres |  |  | Abd-Al·lah ibn Muhàmmad al-Àbid as-Sanussí | Abd-Al·lah ibn Muhàmmad al-Àbid as-Sanussí | Abd-Al·lah ibn Muhàmmad al-Àbid as-Sanussí | Abd-Al·lah ibn Muhàmmad al-Àbid as-Sanussí | Abd-Al·lah ibn Muhàmmad al-Àbid as-Sanussí | Abd-Al·lah ibn Muhàmmad al-Àbid as-Sanussí |  |  |  |  |  |  |  |  |  |  |
| Muhammad ar-Ridà                                              | Muhammad ar-Ridà                          | Muhammad ar-Ridà                          | Muhammad ar-Ridà                          | Muhammad ar-Ridà                          | Muhammad ar-Ridà                          |  |  | sàyyid Muhàmmad Idrís al-Mahdí as-Sanussí (Idrís I de Líbia) | sàyyid Muhàmmad Idrís al-Mahdí as-Sanussí (Idrís I de Líbia) | sàyyid Muhàmmad Idrís al-Mahdí as-Sanussí (Idrís I de Líbia) | sàyyid Muhàmmad Idrís al-Mahdí as-Sanussí (Idrís I de Líbia) | sàyyid Muhàmmad Idrís al-Mahdí as-Sanussí (Idrís I de Líbia) | sàyyid Muhàmmad Idrís al-Mahdí as-Sanussí (Idrís I de Líbia) |  |  | Fàtima aix-Xarif            | Fàtima aix-Xarif | Fàtima aix-Xarif | Fàtima aix-Xarif | Fàtima aix-Xarif           | Fàtima aix-Xarif           |                            |                            | altres                     | altres                     | altres                        | altres | altres | altres |  |  | Abd-Al·lah ibn Muhàmmad al-Àbid as-Sanussí | Abd-Al·lah ibn Muhàmmad al-Àbid as-Sanussí | Abd-Al·lah ibn Muhàmmad al-Àbid as-Sanussí | Abd-Al·lah ibn Muhàmmad al-Àbid as-Sanussí | Abd-Al·lah ibn Muhàmmad al-Àbid as-Sanussí | Abd-Al·lah ibn Muhàmmad al-Àbid as-Sanussí |  |  |  |  |  |  |  |  |  |  |
|                                                               |                                           |                                           |                                           |                                           |                                           |  |  |                                                              |                                                              |                                                              |                                                              |                                                              |                                                              |  |  |                             |                  |                  |                  |                            |                            |                            |                            |                            |                            |                               |        |        |        |  |  |                                            |                                            |                                            |                                            |                                            |                                            |  |  |  |  |  |  |  |  |  |  |
| sàyyid Hàssan ar-Ridà al-Mahdí as-Sanussí                     | sàyyid Hàssan ar-Ridà al-Mahdí as-Sanussí | sàyyid Hàssan ar-Ridà al-Mahdí as-Sanussí | sàyyid Hàssan ar-Ridà al-Mahdí as-Sanussí | sàyyid Hàssan ar-Ridà al-Mahdí as-Sanussí | sàyyid Hàssan ar-Ridà al-Mahdí as-Sanussí |  |  |                                                              |                                                              |                                                              |                                                              |                                                              |                                                              |  |  |                             |                  |                  |                  |                            |                            |                            |                            |                            |                            |                               |        |        |        |  |  | Idrís ibn Abd-Al·lah as-Sanussí            | Idrís ibn Abd-Al·lah as-Sanussí            | Idrís ibn Abd-Al·lah as-Sanussí            | Idrís ibn Abd-Al·lah as-Sanussí            | Idrís ibn Abd-Al·lah as-Sanussí            | Idrís ibn Abd-Al·lah as-Sanussí            |  |  |  |  |  |  |  |  |  |  |
| sàyyid Hàssan ar-Ridà al-Mahdí as-Sanussí                     | sàyyid Hàssan ar-Ridà al-Mahdí as-Sanussí | sàyyid Hàssan ar-Ridà al-Mahdí as-Sanussí | sàyyid Hàssan ar-Ridà al-Mahdí as-Sanussí | sàyyid Hàssan ar-Ridà al-Mahdí as-Sanussí | sàyyid Hàssan ar-Ridà al-Mahdí as-Sanussí |  |  |                                                              |                                                              |                                                              |                                                              |                                                              |                                                              |  |  |                             |                  |                  |                  |                            |                            |                            |                            |                            |                            |                               |        |        |        |  |  | Idrís ibn Abd-Al·lah as-Sanussí            | Idrís ibn Abd-Al·lah as-Sanussí            | Idrís ibn Abd-Al·lah as-Sanussí            | Idrís ibn Abd-Al·lah as-Sanussí            | Idrís ibn Abd-Al·lah as-Sanussí            | Idrís ibn Abd-Al·lah as-Sanussí            |  |  |  |  |  |  |  |  |  |  |
| sàyyid Muhàmmad ibn sàyyid Hàssan ar-Ridà al-Mahdí as-Sanussí |                                           |                                           |                                           |                                           |                                           |  |  |                                                              |                                                              |                                                              |                                                              |                                                              |                                                              |  |  |                             |                  |                  |                  |                            |                            |                            |                            |                            |                            |                               |        |        |        |  |  |                                            |                                            |                                            |                                            |                                            |                                            |  |  |  |  |  |  |  |  |  |  |